# Togim Bogi
Togim Bogi is een bestuurslaag in het regentschap Nias Barat van de provincie Noord-Sumatra, Indonesië. Togim Bogi telt 317 inwoners (volkstelling 2010).